# Ras el Metn

Ras el Metn (parfois écrit par les anglophones Ras el Matn) (arabe : رأس المتن ) est un village libanais situé dans le caza de Baabda au Mont-Liban au Liban.